# روم لاندو (كاتب)
روم لاندو (بالإنجليزية: Rom Landau)‏ (1899-1974) هو كاتب ومؤلف وباحث ومربي إنجليزي، متخصص في الثقافة العربية الإسلامية وما يتعلق بالمغرب العربي.

## حياته
كان روم نحاتاً ومؤلفاً ومربيًا. على الرغم من أنه ولد في بولندا، ولكنه أصبح مواطنًا بريطانيًا وعمل كمتطوع في سلاح الجو الملكي خلال الحرب العالمية الثانية. كان مجال اهتمامه الخاص هو المغرب، وقد ألف العديد من الأعمال حول المغرب والشرق الأوسط، خاصة في الخمسينيات والستينيات. قام بتدريس الدراسات الإسلامية في كلية (the Pacific) في ستوكتون بكاليفورنيا، وكان أيضًا فنانًا وناقدًا فنيًا. وقد أكسبته معرفته الواسعة بالقضايا العربية مكانًا في اللجنة العربية التابعة لإدارة المخابرات بوزارة الخارجية البريطانية. على الرغم من أن اهتمام لانداو الخاص كان المغرب، إلا أن مجموعته تتضمن أيضًا مواد عن الجزائر والأردن والعراق وإسرائيل وسوريا ولبنان وتركيا وفلسطين. تنقسم مجموعته إلى ست أقسام. تتضمن بيانات سيرته الذاتية والاعتراف العام ومقتطفات قصيرة من معلومات السيرة الذاتية، وتصريحات لاندو في الصحافة، ومراسلات.

## مؤلفاته
- دعوة إلى المغرب.
- الإسلام والعرب.
- فرنسا والعرب.